# Hîtți (Kalaidînți), Lubnî
Hîtți (în ucraineană Хитці) este un sat în comuna Kalaidînți din raionul Lubnî, regiunea Poltava, Ucraina.

## Demografie
Componența lingvistică a localității Hîtți
     Ucraineană (98,6%)
     Rusă (1,4%)
Conform recensământului din 2001, majoritatea populației localității Hîtți era vorbitoare de ucraineană (98,6%), existând în minoritate și vorbitori de rusă (1,4%).